# Генеральний план облаштування нафтового родовища
Генера́льний план облаштува́ння на́фтового родо́вища (від лат. generalis — загальний, головний; лат. planum — площина і від нафта) (рос.генеральный план обустройства нефтяного месторождения; англ. general plan of oil field development; нім. Generalplan m der Erdöllagerstätteaufschlusses) — розділ комплексного проекту і генеральної схеми розробки нафтового родовища.